# Ebba de Coldingham
Ebba (en inglés antiguo Æbbe) (615-683) era una noble anglosajona y abadesa católica, hija del rey Etelfrido. Se le conoce como la vieja, para no confundirla con Ebba de Coldingham (la joven) asesinada por los daneses en el 870. Es venerada como santa por la Iglesia Católica, y su fiesta se celebra el 25 de agosto.

## Hagiografía
Ebba nació en Northumbria, en el 615. Era hija del rey Etelfrido y de su esposa, la princesa Acha de Deira, y tenía 7 hermanos, entre quienes estaban los reyes Oswald y Oswiu. También era sobrina de la abadesa Edeldreda.